# Austrolimnius hintoni
Austrolimnius hintoni is een keversoort uit de familie beekkevers (Elmidae). De wetenschappelijke naam van de soort werd in 1968 gepubliceerd door Brown.